# Atsina
Atsina (oryg. Aánine; czasem nazywani też Gros Ventre, Ahahnelin, Ahe, Ananin) – Indianie Ameryki Północnej będący przedstawicielami obszaru prerii, wywodzący się od Arapahów. Posługują się językiem należącym do algonkiańskiej rodziny językowej.

## Nazwa
W oryginalnym brzmieniu nazywają siebie  Aánine. Nazwa „Atsina” wywodzi się z języka Czarnych Stóp i oznacza „ludzi z brzuszkiem”. W szoszońskim nazywani są Sä’pan, czyli „boczki (brzuchaci)”. Kanadyjczycy określili ich z francuskiego jako Gros Ventres czy dokładniej Gros Ventres des Pairies („Wielkie Brzuchy Prerii”) dla odróżnienia od Gros Ventres of the Missouri, czyli plemienia Hidatsa. Za wczesnych czasów produkcji futer przez to plemię indiańskie byli oni znani jako Fall Indians albo Gens des Rapides z tego powodu, że wówczas zamieszkiwali rejony wodospadów Saskatchewan. Lud Assiniboin w swoim języku nazywa atsina Hahá-toⁿwaⁿ, tzn. „osada wodospadów”.

## Teraźniejszość
Obecnie żyją na terenie rezerwatu w stanie Montana. Liczebność poniżej 1000 osób.